# زي الشرطة في الولايات المتحدة
زي الشرطة في الولايات المتحدة يختلف على نحو واسع بسبب التقاليد في البلاد والقوانين التنفيذية اللامركزية. مع مرور الوقت اُتُّفق على زي مُحدد للشرطة. ويُرتدى الزي الرسمي للشرطة لردع الجريمة من خلال إقامة حضور ملحوظ للشرطة أثناء قيامهم بدورية، وليسهل على العامّة ومن يحتاج للمساعدة معرفتهم وأيضًا ليتعرفوا على بعضهم البعض في مسرح الجريمة مما يُسهل التنسيق.

## التأريخ

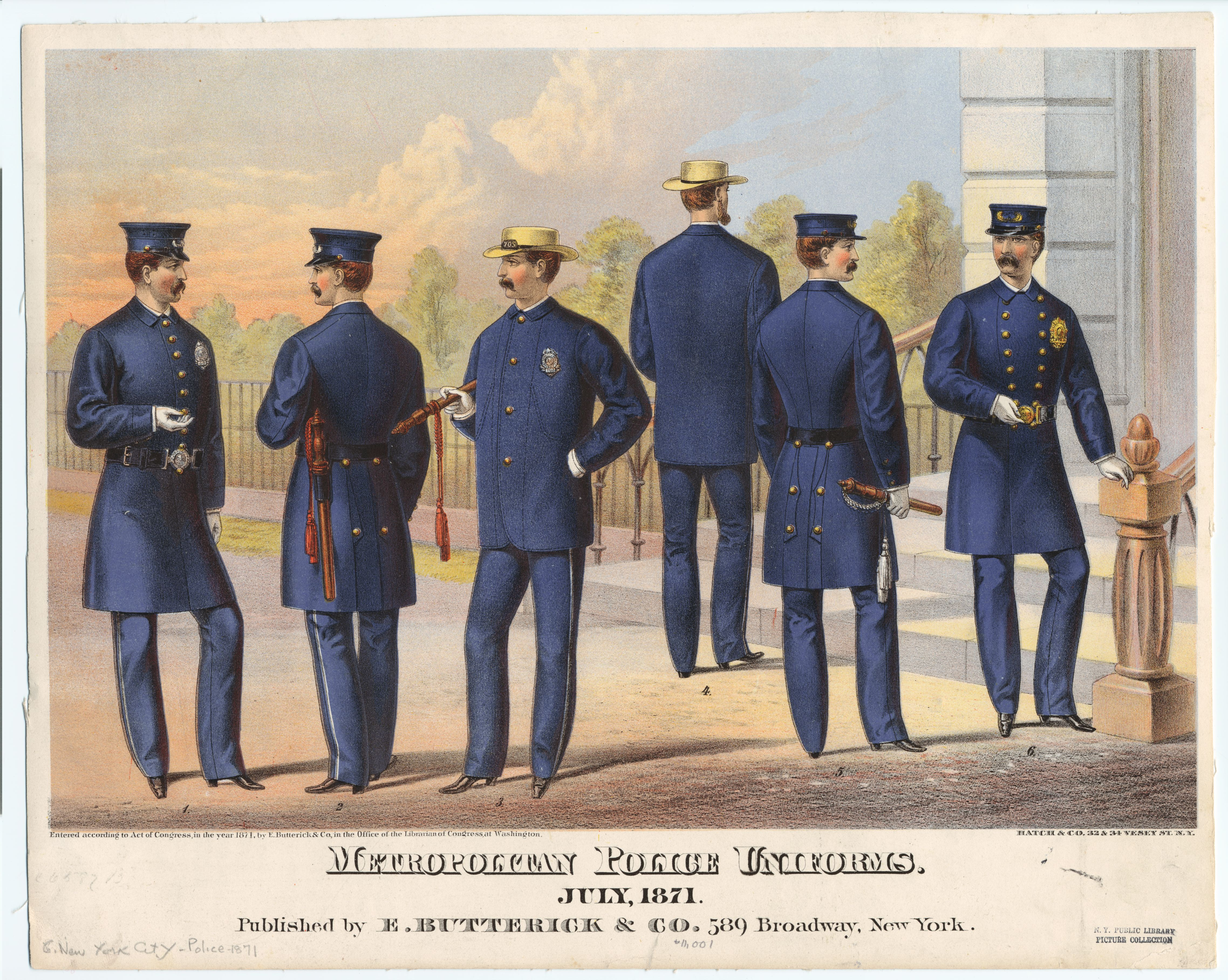
الزي الرسمي لشرطة نيويورك في عام 1871

كانت مراكز وإدارات الشرطة تديرها بلديات غير معروفة في الولايات المتحدة قبل عام 1830م. وكانت القوانين تُنفّذ على يد الحراس المتطوعين وكذلك المجندين والمأمورين المنتخبين أو المعينين. وقدوم قوات شرطة محترفة في الولايات المتحدة أدّى إلى إدخال زي شرطة موحد. في حين أن الزي الرسمي للشرطة في المملكة المتحدة قد أُدخِل في وقت أبكر من الولايات المتحدة وذلك في عام 1828م، أما في الولايات المتحدة فاعتماد اللباس الموحد استغرق وقتًا أطول، وقد يكون أحد الأسباب بأن الشرطة الجديدة معترضة على الزي خوفًا من أنهم سيكونون عرضة لسخرية العامة. ومع ذلك، في عام 1854 أصبحت شرطة نيويورك أول قوة شرطة محلية في الولايات المتحدة تُصدر الزي الرسمي لضباطها. وأعقبتها نيويورك، في عام 1858، ثم بوسطن وشيكاغو، وبعد ذلك بوقت قصير، المدن الأخرى.